# Cirurgia de cataractes
La cirurgia de cataractes és la tècnica microquirúrgica utilitzada en presència de cataractes per restaurar la correcta visió. A través d'una petita obertura quirúrgica, el cristal·lí afectat de cataractes es fragmenta per ultrasons (facoemulsificació) i s'aspira. Després generalment és reemplaçat per una lent intraocular (LIO) artificial.
Les operacions de cataractes s'han realitzat des de l'antiguitat. La tècnica emprada fins al segle xviii s'anomenava reclinament. Consistia en la inserció d'una agulla a l'ull a fi de dislocar el cristal·lí empenyent-lo contra l'humor vitri.

## Passos

Passos en la intervenció de cataractes

La tècnica actual consta dels següents passos:
1. Entrada a l'ull: que es fa mitjançant d'una petita incisió de tipus auto-cicatritzant (la majoria de les vegades no necessita sutures) que posseeix un diàmetre de 2,8 a 3,2 mm. S'estan desenvolupant tècniques de facoemulsificació mitjançant incisions menors (1,5 a 2,0 mm).
2. Obertura de la càpsula del cristal·lí: la membrana externa, la càpsula que envolta el cristal·lí és oberta acuradament per la seva faç anterior. Després, a través d'aquesta obertura i dins d'aquesta «bossa capsular» es realitzarà la fragmentació i aspiració del cristal·lí tèrbol.
3. Facoemulsificació: es realitza amb una sonda ultrasònica equipada amb una agulla buida de titani de 0,9 mm de diàmetre, que vibra longitudinalment de darrere cap endavant entre 30.000 a 60.000 vegades per segon (30 a 60 kHz), actuant, així, com un cisell o escarpra sobre el cristal·lí fragmentat en partícules que són aspirades alhora pel conducte de la sonda d'ultrasons.
4. Col·locació de la lent intraocular: es pot introduir una lent intraocular plegable que es desplega dins de la càpsula. L'operació no necessita cap sutura.

## Cura postoperatòria
El postoperatori de la cirurgia de cataracta és pràcticament indolor i el pacient sol notar poques molèsties (sequedat ocular, sensació de sorra a l'ull, enlluernament...), que remeten al cap de pocs dies. Durant una setmana s'ha d'evitar esforços majors, dormir d'esquena (o de l'altre costat de l'ull operat. La major cura serà la higiene normal i no fregar-se els ulls, a més de seguir el tractament i els controls indicats per l'oftalmòleg. Les tasques laborals d'escriptori, es podran reprendre al cap d'una setmana amb una lent provisional per a la lectura. Certes activitats esportives es podran practicar a partir dels dues setmanes. L'ús d'ulleres solar a l'exterior es recomana sempre que molesti la llum durant el període de recuperació.
La millora visual és notable des del primer dia. La majoria poden realitzar les seves activitats normals de visió llunyana ulleres, però per poder llegir, hauran d'utilitzar ulleres, i possiblement, d'alguna graduació baixa per a veure detalls a la llunyania. És preferible esperar unes setmanes fins que l'ull s'hagi estabilitzat abans de fer fer noves ulleres.

## Avantatges
Aquesta cirurgia pot realitzar-se en ambulatori i amb anestèsia local amb col·liri anestèsic (el més utilitzat són gotes de lidocaïna). Només en casos molt excepcionals, amb pacients molt nerviosos o nens que mouen massa, cal una anestèsia general. La rehabilitació visual és ràpida i no cal interrompre durant gaire temps les activitats quotidianes. El risc d'inflamació ocular i astigmatisme postoperatori és menor.

## Riscos
Aquesta intervenció és una de les tècniques quirúrgiques més segures i precises de l'oftalmologia moderna, però com a qualsevol cirurgia sempre existeixen riscos, encara que aquests són mínims. La complicació més freqüent és l'opacificació de la càpsula posterior, que es resol mitjançant una capsulotomia posterior amb tècnica làser.